# Levantamento hidrográfico

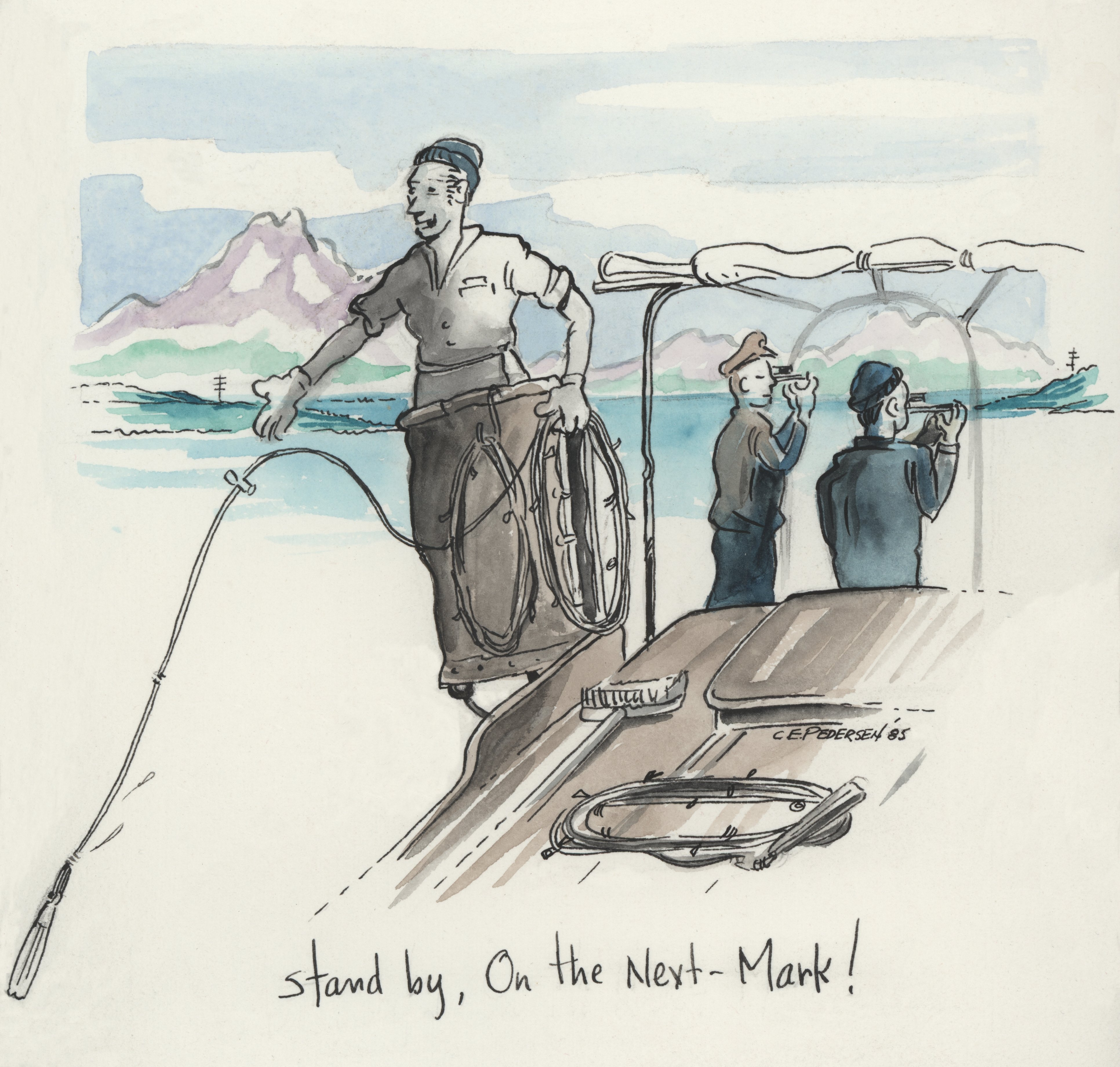
Levantamento hidrográfico com linha de sondagem. 1985.

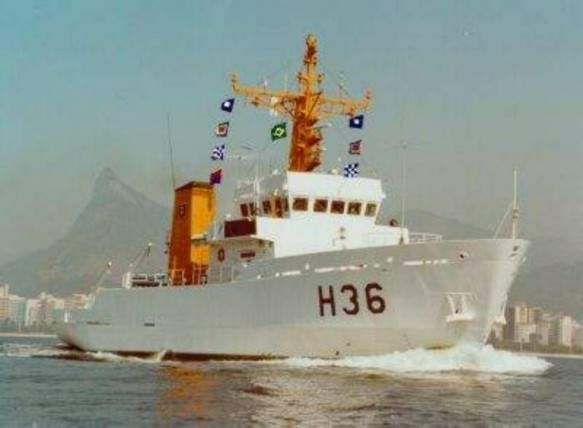
NHOc Taurus (H-36), navio hidroceanográfico da Marinha do Brasil.

Um levantamento hidrográfico é o processo científico de medição e descrição das características físicas que afetam a navegação marítima, construção naval, dragagens, construção na água (rios, mar, lagos, etc.), atividades de exploração e perfuração de petróleo em alto mar, e intervenções afins. Tem especial incidência nas sondagens, no mapeamento das costas, nas marés, nas correntes, no fundo marinho e nos obstáculos emersos e submersos que se relacionam com as atividades anteriormente mencionadas. Por vezes é usado o termo hidrografia como sinónimo para descrever a cartografia marítima, que nas etapas finais do processo hidrográfico utiliza os dados originais recompilados através dos levantamentos hidrográficos em informação utilizável posteriormente. 
A hidrografia rege-se pelas normas que variam dependendo da autoridade, como a Organização Hidrográfica Internacional. Tradicionalmente realizados por navios com instrumentação própria, como linhas de sondagem o ou ecossondas, usam-se cada vez mais aviões ou satélites artificiais, e sofisticados sistemas de sensores eletrónicos em águas pouco profundas.

## Processo
A topografia moderna depende tanto do software como do hardware. Em águas pouco profundas pode-se usar LIDAR. A equipa de levantamento pode instalar-se em embarcações insufláveis, como os Zodiacs, pequenas embarcações, AUV (veículos submarinos autónomos), UUVs (veículos subaquáticos não tripulados) ou grandes navios, e pode incluir equipamentos de varrimento lateral, feixe simples e multifeixe. Antes usavam-se diferentes métodos de recolha de dados e padrões para a essa recolha no que respeita à segurança marítima.